# Купрешко поље
Купрешко поље је велико крашко поље у југозападном делу Босне, Босна и Херцеговина. Смештено је источно од два суседна крашка поља: Ливањског и Гламочког, те северно од Дувањског поља. Пружа се од северозапада ка југоистоку, дугачко је 24 км, широко 10 км, а површина му је 93 км². Просечна надморска висина поља износи 1.130 метара. Геолошки се састоји од верфенских шкриљаца и делимично од пешчаника, кречњака, доломита и слојева мелофира. У јужним је крајевима покривено неогеним језерским талозима, глином и шљунком. Средиште поља је место Купрес, мало насеље и центар општине чије се становништво стално одлива. 
Купрешка висораван са свих страна је окружена планинама. На североистоку је Стражбеница (Вучковац 1.504 м), Велика Плазеница (Демировац 1.766 м), Мала Плазеница (1.556 м), па седло Купрешка или Велика Врата (1.384 м) и планина Стожер (1.758 м); на југоистоку Лупоглава (1.448 м), Црни Врх (1.506 м), Јаворни Врх (1.468 м); на југу и југозападу су Козја Глава (1.482 м), Малован (1.828 м), Јарам (1.662 м) и Курљај (1.593 м); на западу и северозападу су Кривајац (1.662 м) и Мали Виторог (1.748 м). Све планине су углавном покривене шумом и ливадама које дају одличну сточну храну. Североисточне планине представљају развође, па воде са једне стране теку у Јадранско, а са друге у Црно море. 
У терцијару поље је било језеро. Будући да се налази на великој надморској висини, клима Купрешког поља је оштра, са средњом годишњом температуром од 5,7°C. Међу становништвом најзаступљеније је бављење сточарство. Узгаја се купрешка овца, врста праменке.
Простор Купрешког поља састоји се из три хидрографски доста самосталне котлине: Барјамовачка на северу, Мртвичка у средини и Милачка на југу. Тло је најнеравније у барјамовачком делу, где су многобројне велике косе, вртаче и увале, а тек на западу је пространа раван. Кроз овај крај протиче река Мртваја, која извире код села Стражбенице, тече према северозападу и понире на крају поља, близу Шеменоваца. Мртвичком котлином тече река Мртвица у коју се уливају потоци Смрдељ, Карићевац и Јазмак. Милачком котлином тече река Милач, водом најбогатија купрешка понорница.